# Schumschu
Schumschu (russisch Шумшу; jap. 占守島, Shumushu-tō) ist die nordöstlichste Insel der Kurilen. Administrativ gehört sie zur russischen Oblast Sachalin.

## Geographie
Schumschu liegt nur knapp zwei Kilometer nordöstlich von Sewero-Kurilsk auf der Insel Paramuschir – getrennt durch einen engen Sund, der Zweiten Kurilenstraße – sowie 11 km südwestlich vom Kap Lopatka, der Südspitze der asiatischen Halbinsel Kamtschatka, von der sie durch die Kurilenstraße getrennt wird. Die Insel ist knapp 30 km lang und bis zu 20 km breit; sie weist eine Fläche von 388 km² auf. Schumschu erreicht mit 189 m über dem Meer eine im Vergleich zu anderen Inseln der Kurilen nur geringe Höhe. Die Landschaft ist vom Marschland mit zahlreichen kleinen Seen geprägt.

## Geschichte
Schumschu war ursprünglich vom Volk der Ainu bewohnt, wurde wegen ihrer Nähe zum Festland jedoch schon im 18. Jahrhundert von russischen Jägern und (Pelztier-)Händlern aufgesucht. Die ersten verlässlichen Informationen lieferten Danila Anzyferow und Iwan Kosyrewski 1711. 1855 wurde die Insel durch den Vertrag von Shimoda zu russischem Territorium, 1875 wurde sie durch den Vertrag von Sankt Petersburg wieder zu japanischem Gebiet. Wegen ihrer direkten Nähe zu Russland wurde die Insel stark befestigt, u. a. wurde der  Luftwaffenstützpunkt Kataoka errichtet, der später in Baikowo umbenannt wurde. Am 18. August 1945, drei Tage nach dem Gyokuon-hōsō, wurde Schumschu als erste der Kurilen-Inseln von der Sowjetunion angegriffen und nach schweren Kämpfen am 21. August eingenommen. Seit 1946 gehört sie zum sowjetischen bzw. seit 1991 zum russischen Staatsgebiet. Japan gab 1951 im Friedensvertrag von San Francisco alle Ansprüche auf die Insel auf. Stützpunkt und Ortschaft Baikowo an der Westküste sind heute verlassen.